# Brawn BGP 001
La Brawn BGP 001 è una monoposto di Formula 1 prodotta dalla scuderia Brawn GP, realizzata per partecipare al campionato mondiale di Formula 1 2009.
Inizialmente sviluppata dalla Honda, la vettura è stata successivamente ceduta alla neonata Brawn, stante il sopravvenuto ritiro della casa nipponica dalla Formula 1. Prima e unica monoposto costruita dalla Brawn, si è aggiudicata sia il titolo piloti, con Jenson Button, sia quello costruttori.

## Livrea
Al momento dell'esordio, la BGP 001 era del tutto priva di sponsor, sfoggiando una neutra livrea bianca con inserti gialloneri. Tale schema cromatico è stato mantenuto nel prosieguo della stagione, anche dopo l'arrivo di nuovi sponsor — fissi od occasionali — quali Virgin Group, MIG Bank, Canon, Mapfre e Itaipava, tutti inseriti col loro lettering su fondo bianco; unica eccezione è stata rappresentata dal Banco do Brasil, inserito coi suoi colori aziendali gialloblù sull'alettone anteriore.

## Presentazione
Presentata al circuito di Silverstone il 6 marzo 2009, nell'occasione la BGP 001 ha effettuato il suo shakedown con Button al volante.

## Carriera agonistica

### Test

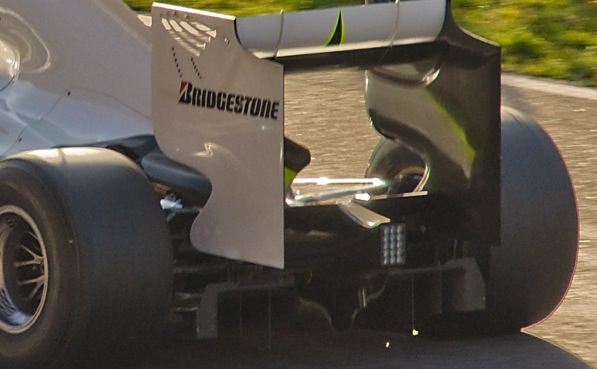
Il diffusore double decker ("a due piani") della BGP 001, punto di forza della monoposto: una soluzione contestata dagli avversari ma giudicata regolare dalla FIA.

Nei mesi intercorsi tra l'annuncio del disimpegno Honda e l'esordio in pista, la BGP 001 ha continuato a essere migliorata, pur in presenza di difficoltà finanziarie e incertezze in merito alla nascita della nuova scuderia. Ciò nonostante i primi test, svolti sul circuito di Catalogna tra il 9 e il 12 marzo, mostrano subito la potenzialità della vettura che segna tempi molto interessanti. Nel secondo giorno Rubens Barrichello completa ben 111 giri col terzo miglior tempo fra tutte le vetture impegnate in Spagna. Il giorno seguente Button sale in vetta ai tempi con oltre un secondo di vantaggio su Felipe Massa e la sua Ferrari, completando 130 giri; lo stesso Massa afferma come la BGP 001 sia la vettura più competitiva uscita dai test fin qui svolti. Nell'ultimo giorno di test è Barrichello a far segnare il miglior tempo di giornata con un vantaggio di 8 decimi su Nico Rosberg della Williams, compiendo 110 giri.
Anche nei successivi test sul circuito di Jerez de la Frontera, tra il 15 e il 18 dello stesso mese, la vettura continua a impressionare, distanziando di 6 decimi la Renault di Fernando Alonso, e girando per 107 tornate. Alonso fa segnare il miglior tempo il secondo giorno, con Barrichello secondo e Button terzo. Nell'ultima giornata Button torna a far segnare il miglior tempo, con un vantaggio di due secondi su Rosberg, e con Nelson Piquet Jr. (Renault) e il campione del mondo in carica Lewis Hamilton (McLaren) ancor più staccati.
Le soluzioni tecniche adottate nella zona del diffusore posteriore portano a un reclamo ufficiale di Ferrari, Red Bull e Renault; tale reclamo coinvolge anche le Toyota TF109 e Williams FW31. I commissari sportivi in Australia rigettano il ricorso: la BGP 001 è al via del primo gran premio stagionale senza modifiche.

### Stagione
Le due BGP 001 firmano i migliori tempi nella libere del venerdì del Gran Premio di Melbourne. Nelle prove ufficiali Button fa segnare la pole position davanti al suo compagno di scuderia Barrichello: la Brawn conquista così la partenza al palo alla sua prima gara; un evento simile non accadeva dal 1970, quando la Tyrrell ottenne con Jackie Stewart la pole nel Gran Premio del Canada.
Button vince la gara in Australia e Barrichello giunge secondo. L'ultima vittoria all'esordio per una scuderia risaliva al Gran Premio d'Argentina 1977 con Jody Scheckter su Wolf; l'ultima doppietta addirittura al Gran Premio di Francia 1954 con Fangio e Kling primo e secondo per la Mercedes, tra l'altro ora fornitrice dei motori alla Brawn. Nella gara seguente in Malesia Button conquista addirittura un hat-trick: pole, giro più veloce e vittoria.

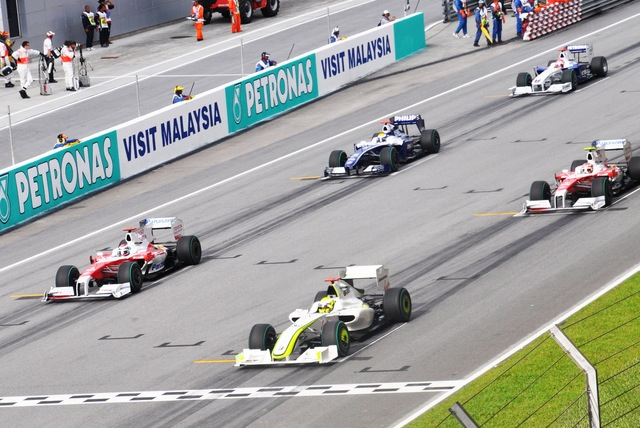
Button alla partenza del Gran Premio della Malesia 2009 dove fece segnare un hat-trick.

Il 15 aprile la FIA rigetta il ricorso contro le soluzioni tecniche adottate dalla Brawn (oltre che da Williams e Toyota): le classifiche dei Gran Premi di Australia e Malesia, fin lì sub iudice, vengono così definitivamente confermate.
Button conquista la terza vittoria stagionale in Bahrain, mentre Barrichello chiude ancora a punti, quinto. Anche le gare seguenti, a Barcellona e Monte Carlo, sono weekend trionfali per la Brawn che conquista pole e vittoria con Button e secondo posto con Barrichello, col brasiliano che fa segnare inoltre il giro veloce in Spagna. In Turchia Button conquista la quarta vittoria consecutiva, mentre Barrichello è costretto al primo ritiro della stagione per la scuderia.
La seconda parte del campionato è meno favorevole. La vettura conquista comunque con Barrichello altre due vittorie a Valencia e a Monza, gara quest'ultima in cui Button giunge secondo. Gestendo il cospicuo bottino di punti accumulato nella prima parte di stagione, e tenendo a bada la rincorsa di una Red Bull molto più competitiva nel finale di campionato, la BGP 001 permette a Button la conquista del mondiale piloti e alla Brawn la vittoria del titolo costruttori al termine del Gran Premio del Brasile.

## Risultati F1
| Anno | Team     | Motore   | Gomme | Piloti      |   |   |   |   |   |   |     |   |   |    |   |     |   |   |   |   |   | Punti | Pos. |
| ---- | -------- | -------- | ----- | ----------- | - | - | - | - | - | - | --- | - | - | -- | - | --- | - | - | - | - | - | ----- | ---- |
| 2009 | Brawn GP | Mercedes | B     | Button      | 1 | 1 | 3 | 1 | 1 | 1 | 1   | 6 | 5 | 7  | 7 | Rit | 2 | 5 | 8 | 5 | 3 | 172   | 1º   |
| 2009 | Brawn GP | Mercedes | B     | Barrichello | 2 | 5 | 4 | 5 | 2 | 2 | Rit | 3 | 6 | 10 | 1 | 7   | 1 | 6 | 7 | 8 | 4 | 172   | 1º   |

| Legenda | 1º posto     | 2º posto | 3º posto    | A punti         | Senza punti/Non class.  | Grassetto – Pole position Corsivo – Giro più veloce |
| Legenda | Squalificato | Ritirato | Non partito | Non qualificato | Solo prove/Terzo pilota | Grassetto – Pole position Corsivo – Giro più veloce |

- Nel Gran Premio della Malesia non è stato coperto il 75% della distanza prevista, quindi i punti assegnati sono la metà di quelli previsti per la distanza completa.